# E-кадгерин
E-кадгерин (эпителиальный кадгерин; кадгерин-1, 1-го типа; CDH1, CD324) — мембранный белок, гликопротеин из надсемейства кадгеринов, продукт гена CDH1. Ген был впервые клонирован в 1987 году.

## Функции
E-кадгерин вместе с N- и P-кадгеринами относится к 1-му типу кадгеринов, кальций-зависимым белкам клеточной адгезии. Они вовлечены в гомофильные взаимодействия, образуя межклеточные контакты.
E-кадгерин вовлечён в механизмы регулировки межклеточной адгезии, клеточной подвижности и пролиферации эпителиальных клеток. Имеет потенциальную супрессорную роль в клеточной инвазивности. Является лигандом для интегринового рецептора альфа-E/бета-7.
Домен E-кадгерина CTF2 стимулируют неамилоидную деградацию предшественника амилоида-бета (APP) и ингибирует образование продуктов C99 и C83.

## Структура
E-кадгерин состоит из 728 аминокислот (после созревания), молекулярная масса белковой части — 97,5 кДа. Основной N-концевой участок (555 аминокислот) является внеклеточным, далее расположен единственный трансмембранный фрагмент и внутриклеточный фрагмент (152 аминокислота). Внеклеточный фрагмент включает 5 повторов кадгеринового домена и 4 участка N-гликозилирования. Цитозольный фрагмент содержит 3 участка фосфорилирования (по сериновому остатку).
Белок содержит 3 позиции, которые могут гидролизоваться под действием протеаз и образовывать активные фрагменты. Позиция 700—701 гидролизуется металлопротеазой с образованием фрагмента водного CTF1. Позиция 731—732 расщепляется гамма-секретазой/PS1 с образованием фрагмента CTF2. Связь 750—751 гидролизуется каспазой-3 с образованием CTF3.

## Патология
Нарушения гена коррелируют с развитием карцином желудка, молочной железы, толстой кишки, вилочковой железы и яичников.